# Плезантвил (Њујорк)
Плезантвил (енгл. Pleasantville) град је у америчкој савезној држави Њујорк.

## Демографија
По попису из 2010. године број становника је 7.019, што је 153 (-2,1%) становника мање него 2000. године.
| Група             | 2000.         | 2010.         |
| Белци             | 6.172 (86,1%) | 5.533 (78,8%) |
| Афроамериканци    | 208 (2,9%)    | 296 (4,2%)    |
| Азијати           | 207 (2,9%)    | 315 (4,5%)    |
| Хиспаноамериканци | 528 (7,4%)    | 824 (11,7%)   |
| Укупно            | 7.172         | 7.019         |